# ジェームズ・ワトキンス
ジェームズ・デービッド・ワトキンス（James David Watkins、1927年3月7日 - 2012年7月26日）は、アメリカ合衆国の海軍軍人、政治家。22代目アメリカ海軍作戦部長、ジョージ・H・W・ブッシュ政権で6代目アメリカ合衆国エネルギー長官を務めた。

## 経歴
1927年3月7日にカリフォルニア州アルハンブラに誕生する。

### 軍人
1949年にアメリカ海軍兵学校を卒業してアメリカ海軍に入隊する。1958年にアメリカ海軍大学校に入校し、修了後に機械工学修士号を取得する。その後駆逐艦や巡洋艦の艦長・アメリカ海軍作戦本部人事局長・アメリカ軍第6艦隊司令官・アメリカ海軍太平洋艦隊司令長官を歴任し、1979年4月に19代目アメリカ海軍作戦次長に就任する。
1982年6月30日に22代目アメリカ海軍作戦部長に就任する。この間冷戦の対立が新たな局面を迎えつつあり、アメリカ海軍の新戦略の確立や体制改革で特に水兵のための生活環境改善や人事制度の改革に尽力する。在任中に関った軍事作戦ではレバノン内戦・グレナダ侵攻・ペルシャ湾問題がある。1986年6月30日に退役した。

### 政治活動
ワトキンスはアメリカ海軍を退役した後に、ロナルド・レーガン政権で1987年に「後天性免疫不全症候群に関するワトキンス委員会」委員長を務め、1989年3月にジョージ・H・W・ブッシュ政権でエネルギー長官に就任する。
1993年から2000年まで合同海洋研究所長を、1993年から1998年まではニューヨーク・カーネギー財団の理事を務める。
ジョージ・W・ブッシュ大統領は2000年に可決された海洋法を下に海洋政策に関する委員会を設立し、海洋戦略の第一人者としてワトキンスが委員長を務めるよう任命した。16名から構成される委員会は新たな包括的国家海洋方針を提示した。最終報告書は2004年に公表された。同年には合同海洋委員会イニシアティブ共同議長に就任する。
2012年7月26日に死去。85歳であった。